# Pauni
Pauni è una città dell'India di 22.583 abitanti, situata nel distretto di Bhandara, nello stato federato del Maharashtra. In base al numero di abitanti la città rientra nella classe III (da 20.000 a 49.999 persone).

## Geografia fisica
La città è situata a 20° 46' 60 N e 79° 37' 60 E e ha un'altitudine di 225 m s.l.m..

## Società

### Evoluzione demografica
Al censimento del 2001 la popolazione di Pauni assommava a 22.583 persone, delle quali 11.487 maschi e 11.096 femmine. I bambini di età inferiore o uguale ai sei anni assommavano a 2.754, dei quali 1.389 maschi e 1.365 femmine. Infine, coloro che erano in grado di saper almeno leggere e scrivere erano 16.145, dei quali 9.152 maschi e 6.993 femmine.